# 吉久駅
吉久駅（よしひさえき）は、かつて富山県高岡市能町にあった、日本国有鉄道（国鉄）新湊線の駅（廃駅）である。

## 歴史

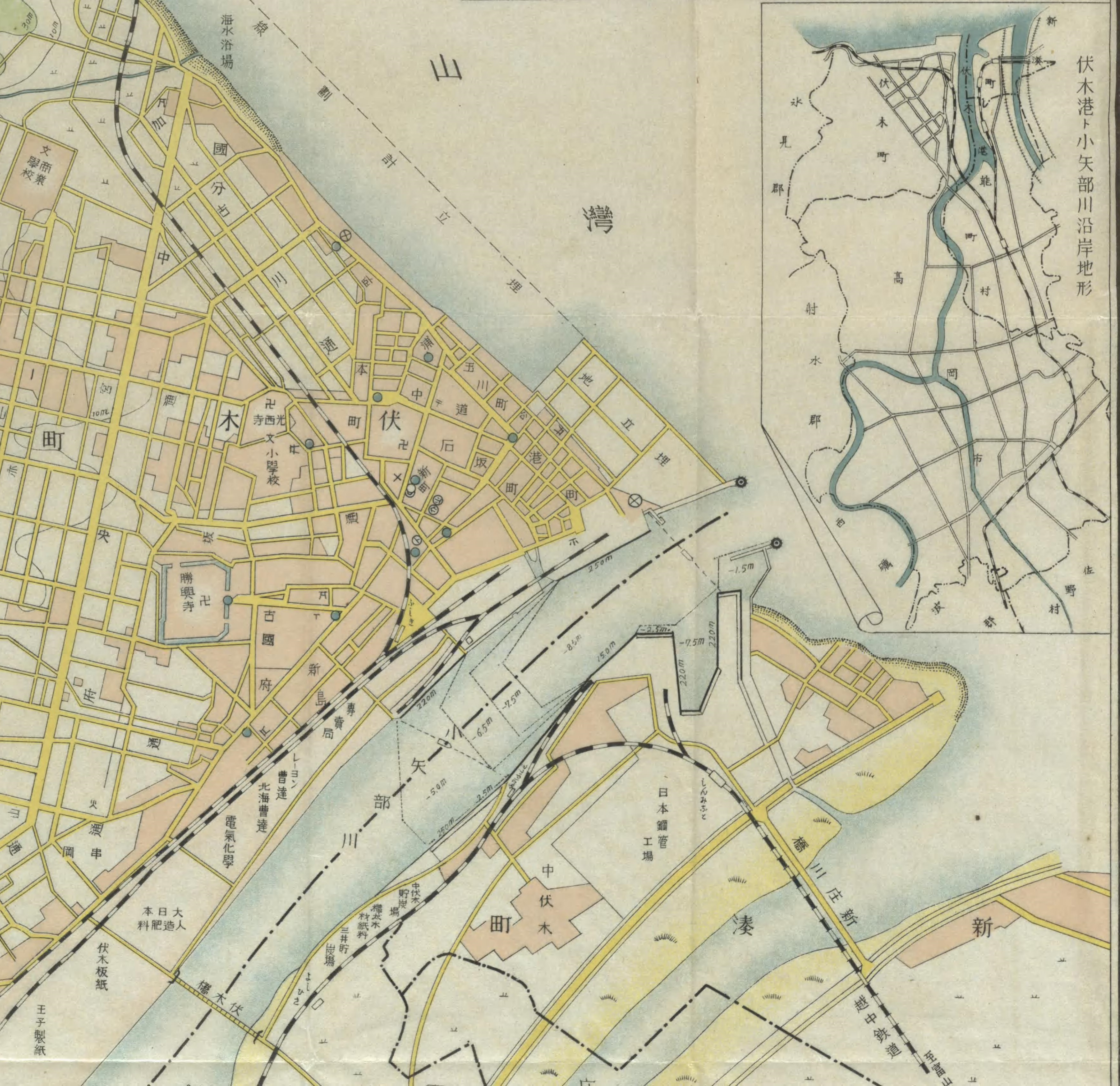
昭和10年度における伏木駅及び新湊線周囲概況

もとは富山県初の鉄道である中越鉄道が、1918年（大正7年）に能町 - 新湊間を開業させるのと同時に設置されたものである。その後、1920年（大正9年）に中越鉄道が国有化され、鉄道省の駅となったが、1951年（昭和26年）に新湊線の旅客営業が廃止されると同時に廃止された。
2002年（平成14年）には、当駅跡地付近に新湊駅が移転して高岡貨物駅となっている。

### 年表
- 1918年（大正7年）1月27日：中越鉄道の停留場として開業[1]。但し、旅客のみを取扱う[5]。
- 1920年（大正9年）9月1日：中越鉄道が国有化され、官営鉄道の駅（停車場）となる[2]。手荷物及び附随小荷物の取扱を開始する[2]。
- 1923年（大正12年）2月1日：大正12年1月25日鉄道省達第15号により、一車積貨物を取扱わない駅であって、専用線発着車扱貨物に限って取扱を行う駅となり、三井物産専用側線発着貸切扱及一車積特種扱の貨物を指定する[6]。
- 1928年（昭和3年）4月：駅舎本屋及び官舎を改築する[7]。
- 1929年（昭和4年）12月20日：発送小荷物の取扱を開始[8][9]。
- 1937年（昭和12年）7月10日：貨物（但し貸切扱貨物を除く）の取扱を開始[10]。
- 1947年（昭和22年）1月27日：当駅取扱の貨物は当駅接続専用線発着車扱貨物に限って行うものとされる[11][5]。
- 1951年（昭和26年）4月1日：新湊線の旅客取扱廃止に伴い廃止[3]。

## 駅構造
中伏木駅長の被管理駅であった。駅舎は駅長事務室、本屋待合室、駅員詰所及び休憩室の設備を有し、80.6平方メートルの面積を有した。乗降場は片側式で、幅5メートル、長さは63.5メートルであった。駅前広場は165.7平方メートルを有し、構内総面積は2268.８平方メートルに及んだ。

## 貨物取扱
1923年（大正12年）1月23日付『鉄道公報』号外によると、当駅接続の専用線は次の通りであった。
- 三井物産線（動力：手押、作業哩程：1哩）

1930年（昭和5年）12月5日付『鉄道公報』附録通報「専用線一覧（運輸局）」によると、当駅接続の専用線は次の通りであった。
- 三井物産線（第三者使用：北陸石炭、越中石炭、神保石炭、富山鉄道、能登鉄道、加越鉄道、立山鉄道、南越鉄道及び金名鉄道、動力：手押、作業粁程：0.3粁）
- 中伏木合同運送線（動力：省機関車及び手押、作業粁程：0.2粁）

1934年（昭和9年）の名古屋鉄道局による報告によると、当駅接続の専用側線は次の通りであった。なお荻布合名会社専用側線は、能町駅 - 当駅間の停車場外にて分岐し倉庫及び貯木場に至る専用側線であって、分岐点には通票鎖錠装置が設けられ、貨物列車牽引機関車により牽引して中伏木駅に集中の上、操車作業が行われていた。よって運賃計算も中伏木駅を着発駅として取扱われていた。
- 三井物産線（第三者使用：北国石炭、神保石炭、富山鉄道、能登鉄道、加越鉄道、富山電気鉄道、南越鉄道及び金名鉄道、動力：手押、作業粁程：0.3粁）
- 中伏木合同運送線（動力：省機関車及び手押、作業粁程：0.2粁）
- 荻布合名会社線（動力：省機関車、作業粁程：2.6粁）

## 隣の駅
日本国有鉄道
新湊線
能町駅 - 吉久駅 - 中伏木駅